# 長州産業
長州産業株式会社（ちょうしゅうさんぎょう）は、山口県山陽小野田市に本社を置く、太陽光発電システムや蓄電システムなどのエネルギー関連機器の製造・販売を行う企業。

## 概要
長府製作所の取締役を務めた岡本要が住宅用給湯設備（太陽熱温水器、焼却兼用風呂釜、瞬間湯沸かし器など）の製造販売を主な事業として1980年10月に設立。設立当初から事業の多角化を見据えており、1996年に日電アネルバエンジニアリング（現・キヤノンアネルバ）と業務提携を結び、山口日本電気（後のルネサス セミコンダクタ パッケージ&テスト ソリューションズ）の協力工場となったのを期にメカトロニクス部門に進出。その流れで1998年から家庭向け太陽光発電システムの販売を開始し、現在では太陽光発電システムが主力事業となっている。
太陽光パネルの有力企業の多くが国内生産から海外生産主体に切り換えるなかでも国内生産に拘り続けたことが評価されている。
現社長の岡本晋は1996年（平成8年）に当時の通商産業省（現在の経済産業省）に入庁した元キャリア官僚で、創業者である父・要の大病を機に2012年（平成24年）に実家に戻り入社、2016年（平成28年）に社長に就任した。

## 沿革
特記なき項目の出典：
- 1980年（昭和55年） - 住宅関連機器の製造販売を目的として会社設立。
- 1981年（昭和56年） - 太陽熱温水器、ソーラーシステム、焼却兼用風呂釜、石油瞬間給湯器の生産開始。
- 1985年（昭和60年） - 日電アネルバエンジニアリングと業務提携。山口日本電気の協力工場に指定。業務用石油温水ボイラーの販売開始。
- 1987年（昭和62年） - 電気温水器の販売開始。
- 1993年（平成5年） - 広島県三原市で広島工場操業開始。
- 1998年（平成10年） - 浴室換気乾燥機の販売開始。太陽光発電システムの販売開始。
- 1999年（平成11年） - エコソーラーシステムの販売開始。
- 2002年（平成14年） - エコキュート販売開始。
- 2003年（平成15年） - 真空理化器械からの営業譲渡により、九州工場を開設。
- 2007年（平成19年） - 真空・メカトロ機器工場に本社移転（本社工場に改称）。ハイテク機器・環境機器工場操業開始。
- 2008年（平成20年） - ソニー他10団体[注釈 1]と共同で新エネルギー・産業技術総合開発機構 (NEDO) から「次世代大型有機ELディスプレイ基盤技術の開発（グリーンITプロジェクト）」事業を受託[5]。
- 2009年（平成21年） - 太陽電池モジュールの生産開始。
- 2013年（平成25年） - 本社工場隣接地に3メガワットの太陽光発電所を建設。
- 2014年（平成26年）- セントラルパークゴルフ倶楽部（山口県美祢市）[注釈 2]の経営権を取得。
- 2017年（平成29年） - ソーラー水素iパワーステーション（SHiPS）開設。
- 2020年（令和元年） - 前年に事業譲受した長州酒造（「児玉酒造」改め、山口県下関市）にて日本酒「天美」の初出荷。
- 2023年（令和5年） - 太陽電池モジュール製造ラインを3倍に増設[3]。純水素燃料電池発電機「MizTomo（ミズトモ）」の販売を開始[6]。

### 注記
1. ↑  ソニー、東芝、シャープ、住友化学、出光興産、産業技術総合研究所、JSR、島津製作所、大日本スクリーン製造、日立造船の9社1法人
2. ↑  元々はMINEサーキットの附属施設だった。